# 劉蜀永 (歷史學家)
劉蜀永（1941年1月—），河北定州人，碩士研究生時師從研究晚清列強在華權益權威余繩武和劉存寬，1982年畢業時正值中英談判香港前途，遂與指導老師一同改治香港史，出版多部香港通史著作。一般認為劉蜀永和他老師的香港史觀屬於中國國家本位史觀，劉蜀永亦表同意。
今香港嶺南大學榮譽教授、香港大學內地校友聯誼社常務理事兼秘書長。

## 生平
原籍河北定州清風店西只東村人，抗日戰爭期間1941年生於四川省永川縣（今重慶市永川區），先在重慶市菜園壩小學就讀，後來回到祖籍地轉學至河北保定市永華北路小學。1953年—1960年，劉蜀永在保定市第二中學升學，其間曾在河北北京中學就讀一個學年。1966年，劉蜀永在天津南開大學外文系畢業，當時修讀俄羅斯語。文革不久後，於1968年—1979年，劉蜀永在秦皇島市第七中學和秦皇島市第四中學任教。1982年，劉蜀永在中國社會科學院研究生院近代史系完成歷史學碩士學位，指導老師為余繩武、劉存寬。同年，轉到近代史研究所，先後擔任助理研究員、副研究員、研究員；並擔任中外關係史研究室副主任及香港史「香港中產階級現狀研究」課題負責人（2003年—2004年）。1982至2001年，劉蜀永曾任廣東省社會科學院客座研究員、西安交通大學兼職教授、中國社會經濟文化交流協會理事、香港大學內地校友聯誼社常務理事兼秘書長等職。2005年9月至今，劉蜀永擔任香港嶺南大學及香港與華南歷史研究部榮譽教授、香港地方志辦公室副主任、《香港通志》副主編等職。

## 劉蜀永與香港
劉蜀永於大學時修讀的原是俄語，及後經歷文化大革命過後，進入中國社會科學院的劉蜀永改為研究中外關係。至1983年，中國與英國就香港前途問題展開談判，劉蜀永得悉英方堅持的原則為關於香港的三個「不平等條約」仍然具效力，於是劉蜀永毅然放棄本來的研究方向，改為跟隨其老師余繩武與劉存寬從事香港史方面的研究，及後更成為香港史課題之負責人。此後，劉蜀永花了十年光陰改善英語能力，其鑽研大量史料將一些西方學耆對香港史的研究糾正，如他曾在中國中央電視台的《新聞聯播》和《新聞30分》節目中分析1841年的《穿鼻草約》當時並未正式簽署，英方對華全權代表義律只於1月21日單方面公佈了這項草約，因當時的欽差大臣琦善未得到道光皇帝關於割讓土地的諭令，故不敢簽字。
劉蜀永又曾擔任中央電視台大型專題片《香港滄桑》、《香港百年》、《香港百題》、亞洲電視歷史紀錄片《解密百年香港》、深圳地方志辦公室製作的電視專題片《百年中英街》等的節目顧問，電影專題片《中國香港：1997》顧問，全國香港知識競賽總決賽顧問和評委，《光明日報》、《今日中國》雜誌之〈香港史話〉專欄撰稿人，大型圖片展《香港的歷史與發展》的策劃人和撰稿人。自1985年起，劉蜀永便一直發表香港相關的大量著作與論文至今。
在1997年6月30日至7月1日，香港主權移交的時刻，劉蜀永獲邀擔任中央電視台國際頻道之香港回歸72小時特別報導的嘉賓主持，與主持人徐俐一起進行現場直播。

## 劉蜀永與澳門
1999年，澳門正值政權移交，當時《中華百年史話》的編委會邀請為劉蜀永《澳門史話》一書審稿，在此機緣際遇下劉蜀永開始投入澳門的研究。劉蜀永再一次應邀為新華通訊社主辦的《澳門歷史與發展》大型圖片展擔任策劃，並參與《澳門歷史與社會發展》一書的構思與修訂。在學說上，劉蜀永又與鄧開頌教授聯名撰文，駁回「澳門回歸洗雪了葡萄牙在澳門實行殖民統治400多年的恥辱」之說法並不準確，他指出葡萄牙人在澳門有400多年之歷史，然而在鴉片戰爭之前，清政府一直能夠在澳門行使其主權。

## 作品

### 書作
1. 《山海關、秦皇島、北戴河》，50千字，中國旅遊出版社，1982年、1986年。
2. 《香港歷史雜談》，117千字， 河北人民出版社，1987年。
3. 《一枝一葉總關情》（主編），香港大學出版社，1993年、1999年，為香港大學國內校友為慶祝母校80週年撰寫的文集。
4. 《十九世紀的香港》（合著），332千字，北京中華書局、香港麒麟書業公司，1994年，獲1997年中國社會科學院優秀科研成果獎。
5. 《二十世紀的香港》（合著），310千字，香港麒麟書業公司、中國大百科全書出版社，1995年。
6. 《香港歷史資料選評—割佔九龍》，香港三聯書店，1995年。
7. 《香港的歷史》，127千字， 新華出版社，1996年。
8. 《An Outline History of Hong Kong》（《香港歷史概要》），170千字， 外文出版社，1997年1月。
9. 《香港》（歷史部分撰稿人），新華通訊社、聯合出版（集團）有限公司，1997年。
10. 《香港的歷史與發展》大型圖片集（撰稿人），文化藝術出版社，1997年。
11. 《簡明香港史》（合著），290千字，香港三聯書店，1998年。
12. 《香港歷史圖說》，香港麒麟書業有限公司，1998年1月。
13. 《香港史話》（《百年中國史話》叢書），社會科學文獻出版社，2000年9月第1版[6]。
14. 《揭開淇澳歷史之謎：1833年淇澳居民反侵略鬥爭硏究文集》（與楊水生合著），中央文獻出版社，2002年。
15. 《二十世紀的香港經濟》（主編），香港三聯書店，2004年。
16. 《〈新安縣誌〉香港史料選》（合編），和平圖書有限公司，2007年。
17. 《香港歷史問題資料選評》（與劉存寬、余繩武合著），香港三聯書店，2008年。
18. 《侯寳璋家族史》（合著），和平圖書有限公司，2009年。
19. 《劉蜀永香港史文集》，香港中華書局，2010年1月[7]。
20. 《香港地區史研究之四——屯門》（與劉智鵬、黃君健、沈威智合著），香港三聯書店，2012年7月。

### 譯著
1. 《英國殖民部檔案中有關辛亥革命的資料》，6千字，《國外中國近代史研究》第18輯。

### 編纂
1. 《建國以來近代中外關係史主要論著索引》（合編），43千字，《近代中國對外關係》，四川人民出版社，1985年。
2. 《一枝一葉總關情》（主編、合著），267千字，香港大學出版社，1993年。
3. 《香港歷史問題資料選評——割佔九龍》，103千字，香港三聯書店，1995年。
4. 〈勘建九龍城炮台文牘選〉，24千字，《近代史資料》總第74號。
5. 〈璞鼎查中文告示一則〉，2千字《近代史資料》總第77號。

### 論文
1. 〈關於孫中山與越飛會談時間的探討〉，5千字，《近代史研究》，1980年第2期。
2. 〈俄英對關內外鐵路及山海關的爭奪〉， 9千字，《山東師院學報》，1980年第4期。
3. 〈秦皇島地名考〉（合著），4.5千字,《地名知識》，1981年第3期。
4. 〈羌鐘銘——我國目前最早和唯一記載長城歷史的金文〉（合著），3千字，《考古與文物》，1982年第2期。
5. 〈沙俄與幣制實業借款〉，5千字，《學習與思考》，1982年第3期。
6. 〈沙俄與在華國際銀行團〉，21千字，《近代史研究》，1983年第3期。
7. 〈香港地名考析〉，4千字，《百科知識》，1985年第4期。
8. 〈歐洲中心主義與世界史分期〉，11千字，《社會科學戰線》，1986年第3期。
9. 〈天地會攻佔九龍寨城史實考訂〉，3千字，《近代史研究》，1987年第3期。
10. 〈近代史外關係史研究芻議〉，3千字，《史學情報》，1988年第2期。
11. 〈九龍半島、九龍巡檢司、九龍城史事考略〉，14千字，《西北史地》，1988年第2期。
12. 〈19世紀香港主要英文報刊〉，7千字，《新聞研究資料》，總第47輯。
13. 〈近代中外關係史〉，5千字，《當代中國社會科學手冊》。
14. 〈19世紀香港西式學校歷史評價〉，13千字，《歷史研究》，1989年第6期。
15. 〈有關何啟生平的兩點辨正〉，1千字，《近代史研究》，1990年第3期 。
16. 〈從香港史看西方對近代中國社會的影響〉，15千字，《史學集刊》，1991年第2期。
17. 〈《資政新篇》與香港〉，5千字，《浙江學刊》，1991年第2期。
18. 〈香港與辛亥革命運動〉，32千字，《辛亥革命在各地》，中國文史出版社，1991年出版。
19. 〈近代中外關係史〉，8千字，《1992年中國歷史學年鑑》。
20. 〈鴉片戰爭前的香港地區〉，12千字，《中國邊疆史地研究報告1993年》，第3—4期。
21. 〈九龍城問題始末〉，19千字，《近代史研究》，1994年第6期。
22. 〈英國對香港的政策與中國的態度(1948—1952年) 〉，18千字，《中國社會科學》，1995年第2期。
23. 〈香港：150年來政治經濟發展概況〉，14千字，《世界史研究年刊》。
24. 〈英佔以前的香港島並非不毛之地〉，15千字，《國際商報》1996年7月3日，獲外經貿部迎香港回歸徵文一等獎。
25. 〈Hong kong : A Survey of its Political and Economic Development over the Past 150 Years〉（《香港：150年來政治經濟發展概況》），14千字，《中國季刊》第131期1997年9月。
26. 〈1949年以前中國政府收復香港的嘗試〉，23千字，《歷史研究》，1997年第3期。
27. 〈鴉片戰爭前淇澳居民反侵略鬥爭探析〉，《廣東社會科學》，2002年第1期。

### 學術評論及書評
1. 〈建國以來近代中外關係史研究〉（合著），19千字，《近代史研究》，1985年第3期。
2. 〈建立史論學的必要性及初步設想〉，5千字，《史學史研究》，1986年第2期。
3. 〈要嚴肅地對待編史工作——評《香港問題始末》〉，2.5千字，《史學情報》，1988年第2期。
4. 〈建國後近代中外關係史研究概述(1949—1988) 〉，20千字，《史學集刊》1989年第3期。
5. 〈余繩武與近代中外關係史研究〉，3千字，《中國邊疆史地研究導報》，1989年第5期。
6. 〈中華人民共和國的近代中外關係史研究〉，20千字，《九州學刊》第3卷第4期。
7. 〈近代中外關係史〉，6千字，《中國歷史學年鑑》1991年。
8. 〈近十年香港史研究〉，8千字，《1993年中國歷史學年鑑》。
9. 〈中國內地學者的香港史研究〉，《史苑》第九期，2005年5月。

## 外部連結
- . 香港電台. 2011-08-13  [2012-11-08].
- . 《明報月刊》2012年4月號.   [2012-11-08].[永久]
- . 《明報》文化人間官方博客. 2011年10月21日  [2012-11-08]. （原始内容存档于2013-09-30）.
- . 學術空間SchorlarSpace(C-DBLP).   [2012-11-08].[永久]
- . 《文匯報》. 2010-09-21  [2012-11-08]. （原始内容存档于2010-09-24）.
- . 中国社会科学院近代史研究所. 2021-01-28  [2021-04-18]. （原始内容存档于2021-04-19）.